# Transportgeschwader 5
A Transportgeschwader 5 foi uma asa de transporte aéreo da Luftwaffe, durante a Alemanha Nazi. Em 2012, na Sardenha, foi descoberto no mar os destroços de um Messerschmitt Me 323 Gigant, que outrora pertenceu ao 3./TG 5.

## Geschwaderkommodore
- Oberst Gustav Damm, Maio de 1943 - 1944[4]
- Oberst Guido Neundlinger, 1944 - Julho de 1944[4]